# Fábián Bettina
Fábián Bettina (Szeged, 2004. december 13. –) világbajnoki ezüstérmes magyar úszó, olimpikon.

## Pályafutása
2018 októberében a rövidpályás úszó-világkupa-sorozat budapesti állomásán 400 méteres gyorsúszásban a huszonhatodik, 800 méteren pedig a tizenhatodik helyen végzett összesítésben.
A 2021 májusában megrendezett 2020-as úszó-Európa-bajnokságon Budapesten 400 méteres gyorsúszásban összesítésben tizenegyedik, 800 méteren pedig tizennegyedik lett. Július első felében a 2021-es ifjúsági úszó-Európa-bajnokságon Rómában a 4 × 200 m gyorsváltó tagjaként (Veres Laura, Nyirádi Réka, Pádár Nikolett) aranyérmet, 400 méteres gyorsúszásban pedig ezüstérmet szerzett. 800 méteren az ötödik, 1500 méteren a negyedik helyen ért célba, 200 méteres gyorsúszásban pedig összesítésben a huszonnegyedikként végzett. Július második felében a 2021-es ifjúsági nyílt vízi úszó-Európa-bajnokságon Choisy-le-Roi-ban 7,5 km-en egyéniben, majd 5 km-en az U19-es csapatban (Szimcsák Mira, Gálicz László, Betlehem Dávid) is aranyérmes lett. Októberben a rövidpályás úszó-világkupa-sorozat budapesti állomásán a 800 méteres gyorsúszásban kilencedik helyen végzett összesítésben. Novemberben a 2021-es rövid pályás úszó-Európa-bajnokságon Kazanyban gyorsúszásban 1500 méteren a hetedik lett, 200 méteren a huszonhetedik, 400 és 800 méteren pedig egyaránt a tizenegyedik helyen végzett összesítésben.
2022. június elején a 2022-es ifjúsági nyílt vízi úszó-Európa-bajnokságon Setúbalban 10 km-en egyéniben hatodikként ért célba, 5 km-en az U19-es csapattal (Szimcsák Mira, Betlehem Dávid, Sárkány Zalán) aranyérmet nyert. Június közepén a 2022-es úszó-világbajnokságon Budapesten 400 méteres gyorsúszásban összesítésben a huszonkettedik lett. Augusztusban a 2022-es úszó-Európa-bajnokságon Rómában 400 méteres gyorsúszás döntőjében a negyedik helyen ért célba, 800 méteren a tizenegyedik, 1500 méteren pedig a tizedik helyen végzett összesítésben. Szeptemberben a 2022-es ifjúsági nyílt vízi úszó-világbajnokságon Mahén (Seychelle-szigetek) 10 km-en egyéniben, majd 6 km-en az U19-es csapattal (Szimcsák Mira, Arshak Hambardzumyan, Betlehem Dávid) is aranyérmes lett. Novemberben a maratoni úszó-világkupa-sorozat eilati állomásán 10 km-es nyílt vízi úszásban a tizenkettedik lett.
2023. május végén a maratoni úszó-világkupa-sorozat setúbali állomásán 10 km-en egyéniben a negyedik lett, majd 6 km-en csapattal (Szimcsák Mira, Betlehem Dávid, Rasovszky Kristóf) aranyérmet szerzett. A 2023-as úszó-világbajnokságon a 6 kilométeres csapatversenyben (Olasz Anna, Rasovszky Kristóf, Betlehem Dávid) ezüstérmet szerzett. Szeptemberben a nyílt vízi úszók Európa-kupa-sorozatának győztese lett, majd ifjúsági Európa-bajnokságot nyert.
A 2024-es párizsi olimpián 10 km-es nyílt vízi úszásban 5. helyen végzett (2:04:16,9).
A 2025-ös Európa-bajnokságon csapatban (Betlehem Dávid, Mihályvári-Farkas Viktória, Rasovszky Kristóf) aranyérmes lett, csakúgy, mint a kieséses sprintversenyben.
A 2025-ös úszó-világbajnokságon a 3 km-es távon és a csapatvsenyben (Mihályvári-Farkas Viktória, Rasovszky Kristóf, Betlehem Dávid) is bronzérmet szerzett.

### Magyar bajnokság
| 50 méteres medence  | 2019 | 2020 | 2021 | 2022 | 2023 | 2024 |
| ------------------- | ---- | ---- | ---- | ---- | ---- | ---- |
| 200 m gyors         |      |      | 7.   | 7.   | 3.   | 7.   |
| 400 m gyors         |      | 2.   | 3.   | 2.   | 2.   | 2.   |
| 800 m gyors         |      | 5.   | 3.   | 2.   | 2.   | 6.   |
| 1500 m gyors        |      |      | 4.   | 2.   | 3.   | 4.   |
| 4 × 100 m gyors     |      | 1.   | 2.   |      |      |      |
| 4 × 200 m gyors     | 6.   | 1.   | 1.   | 8.   | 2.   | 5.   |
| 4 × 100 m vegyes    |      | 8.   | 8.   |      |      |      |
| mix 4 × 100 m gyors | 7.   |      | 4.   |      | 3.   | 3.   |

## Díjai, elismerései
- Az év magyar nyílt vízi úszója: 2023,[15] 2024[16]